# Pietro II di Alessandria
Pietro II (... – 380) fu l'undicesimo Papa della Chiesa copta (massima carica del Patriarcato di Alessandria d'Egitto), dal 373 alla sua morte.
Nel 375 fu costretto a fuggire da Alessandria e a rifugiarsi a Roma, vittima di una congiura ariana, organizzata dal nuovo imperatore romano, Valente, e dal vescovo ariano di Antiochia. Al suo posto venne posto un ariano alessandrino Lucio che, già dall'assassinio del patriarca Giorgio, era considerato la guida spirituale degli ariani di Alessandria.
Pietro fece ritorno in Egitto il 30 maggio 378, dopo la morte dell'imperatore Valente e fu reinsediato al soglio vescovile grazie a un decreto di papa Damaso I che l'aveva ospitato a Roma. Morì due anni dopo. È citato nell'editto di Tessalonica.

## Collegamenti
- Cronotassi del patriarcato di Alessandria, su fordham.edu. URL consultato l'11 novembre 2006 (archiviato dall'url originale il 17 ottobre 2006).

| Controllo di autorità | VIAF (EN) 317201346 · CERL cnp00545057 · GND (DE) 119018446 |